# 2001 في الولايات المتحدة
فيما يلي قوائم الأحداث التي وقعت خلال عام 2001 في الولايات المتحدة.

## أحداث
- 11 سبتمبر – الخطوط الجوية المتحدة الرحلة 93
- 4 يونيو – إعصار أليسون
- 11 سبتمبر – الخطوط الجوية الأمريكية الرحلة 11
- 11 سبتمبر – الخطوط الجوية المتحدة الرحلة 175
- 12 نوفمبر – الخطوط الجوية الأمريكية الرحلة 587
- 11 سبتمبر – الخطوط الجوية الأمريكية الرحلة 77
- 11 سبتمبر – كوريا للطيران رحلة 85
- 11 سبتمبر – أحداث 11 سبتمبر 2001

## سياسة

### تعيين في المنصب
- 1 يناير – جيمس كومير عضو مجلس نواب كنتاكي.
- 1 يناير – دارين لحود وكيل وزارة العدل الأميركية.
- 1 يناير – غابرييل جيفوردز عضو مجلس نواب أريزونا.
- 1 يناير – كلمنتا بنكني عضو مجلس ولاية كارولاينا الجنوبية.
- 1 يناير – ميشيل باكمان عضو مجلس ولاية مينيسوتا.
- 3 يناير – براد كارسون عضو مجلس النواب الأمريكي.
- 3 يناير – بيل نيلسون عضو مجلس الشيوخ الأمريكي.
- 3 يناير – توم كاربر عضو مجلس الشيوخ الأمريكي.
- 3 يناير – جون بينر رئيس المؤتمر الجمهوري لمجلس النواب الأمريكي [الإنجليزية]‏.
- 3 يناير – جون كورزاين عضو مجلس الشيوخ الأمريكي.
- 3 يناير – روث آن مينر حاكم ولاية ديلاوير [الإنجليزية]‏.
- 3 يناير – مارك دايتون عضو مجلس الشيوخ الأمريكي.
- 3 يناير – مارك كينيدي عضو مجلس النواب الأمريكي.
- 3 يناير – ماريا كانتويل عضو مجلس الشيوخ الأمريكي.
- 3 يناير – هيلاري كلينتون عضو مجلس الشيوخ الأمريكي.
- 3 يناير – هيلدا سوليس عضو مجلس النواب الأمريكي.
- 8 يناير – مارك سميث عضو مجلس نواب ولاية ايوا.
- 20 يناير – آري فلايشر السكرتير الصحفي للبيت الأبيض.
- 20 يناير – آن فينمان وزير الزراعة في الولايات المتحدة.
- 20 يناير – إيلين تشاو وزير العمل الأمريكي.
- 20 يناير – بول أونيل وزير الخزانة الأمريكي.
- 20 يناير – جورج دبليو بوش رئيس الولايات المتحدة.
- 20 يناير – دونالد ايفانز وزير التجارة الأمريكي.
- 20 يناير – دونالد رامسفيلد وزير الدفاع الأمريكي.
- 20 يناير – سبنسر ابراهام وزير الطاقة الأمريكي.
- 20 يناير – كارين هيوز مستشار رئيس الولايات المتحدة الأمريكية.
- 20 يناير – كولن باول وزير الخارجية الأمريكي.
- 20 يناير – كونداليزا رايز مستشار الأمن القومي الأمريكي.
- 20 يناير – لورا بوش السيدة الأولى للولايات المتحدة.
- 23 يناير – انتوني برينسيبي وزير شؤون المحاربين القدامى في الولايات المتحدة.
- 24 يناير – ميل مارتينيز وزير الإسكان والتنمية المدنية (الولايات المتحدة).
- 25 يناير – نورمان مينيتا وزير النقل الأمريكي.
- 31 يناير – غيل نورتون وزير داخلية الولايات المتحدة.
- 2 فبراير – تومي تومبسون وزير الصحة والخدمات الإنسانية الأمريكي.
- 2 فبراير – جون آشكروفت نائب عام الولايات المتحدة.
- 24 مايو – جوردون إنجلاند الأمين العام.
- 11 يونيو – تيودور أولسون النائب العام للولايات المتحدة [الإنجليزية]‏.
- 20 سبتمبر – توم ريدج مستشار الأمن الداخلي.

### انتهاء فترة المنصب
- 1 يناير – بوب سميث عضو جمعية نيوجيرسي العامة.
- 1 يناير – تود أكين عضو مجلس نواب ولاية ميسوري.
- 1 يناير – جو ويلسون عضو مجلس ولاية كارولاينا الجنوبية.
- 1 يناير – كلمنتا بنكني عضو مجلس نواب كارولاينا الجنوبية.
- 2 يناير – بروس بابيت وزير داخلية الولايات المتحدة.
- 2 يناير – سيلا ماريا كالديلرون Mayor of San Juan, Puerto Rico ‏.
- 3 يناير – بوب كيري عضو مجلس الشيوخ الأمريكي.
- 3 يناير – تشاك روب عضو مجلس الشيوخ الأمريكي.
- 3 يناير – توم كاربر حاكم ولاية ديلاوير [الإنجليزية]‏.
- 3 يناير – جون آشكروفت عضو مجلس الشيوخ الأمريكي.
- 3 يناير – جون كيسيك عضو مجلس النواب الأمريكي.
- 3 يناير – دانيال باتريك موينيهان عضو مجلس الشيوخ الأمريكي.
- 3 يناير – روث آن مينر نائب حاكم ولاية ديلاوير [الإنجليزية]‏.
- 3 يناير – سبنسر ابراهام عضو مجلس الشيوخ الأمريكي.
- 3 يناير – سليد غورتون عضو مجلس الشيوخ الأمريكي.
- 3 يناير – مارك سانفورد عضو مجلس النواب الأمريكي.
- 3 يناير – مايك روندز عضو مجلس ولاية داكوتا الجنوبية [الإنجليزية]‏.
- 3 يناير – هيلدا سوليس عضو مجلس ولاية كاليفورنيا.
- 6 يناير – جيم هنت حاكم كارولينا الشمالية [الإنجليزية]‏.
- 19 يناير – دان جليكمان وزير الزراعة في الولايات المتحدة.
- 20 يناير – ألكسيس هيرمان وزير العمل الأمريكي.
- 20 يناير – أندرو كومو وزير الإسكان والتنمية المدنية (الولايات المتحدة).
- 20 يناير – بيل ريتشاردسون وزير الطاقة الأمريكي.
- 20 يناير – بيل كلينتون رئيس الولايات المتحدة.
- 20 يناير – جانيت رينو نائب عام الولايات المتحدة.
- 20 يناير – دونا شلالا وزير الصحة والخدمات الإنسانية الأمريكي.
- 20 يناير – ساندي بيرغر مستشار الأمن القومي الأمريكي.
- 20 يناير – لورانس سامرز وزير الخزانة الأمريكي.
- 20 يناير – مادلين أولبرايت وزير الخارجية الأمريكي.
- 20 يناير – نورمان مينيتا وزير التجارة الأمريكي.
- 20 يناير – هيلاري كلينتون السيدة الأولى للولايات المتحدة.
- 20 يناير – وليام كوهين وزير الدفاع الأمريكي.
- 31 يناير – كريستين تود ويتمان حاكم نيو جيرسي [الإنجليزية]‏.
- 1 فبراير – تومي تومبسون حاكم ولاية ويسكونسن [الإنجليزية]‏.
- 10 أبريل – بول سيلوتشى حاكم ماساتشوستس [الإنجليزية]‏.
- 25 يونيو – لويس فريه رئيس مكتب التحقيقات الفيدرالي.
- 6 أغسطس – إيسا هاتشينسون عضو مجلس النواب الأمريكي.
- 10 سبتمبر – تيم كين عمدة ريتشموند [الإنجليزية]‏.
- 5 أكتوبر – توم ريدج حاكم ولاية بنسلفانيا [الإنجليزية]‏.
- 31 ديسمبر – رودي جولياني عمدة مدينة نيويورك.

## رياضة
- 30 سبتمبر – جائزة الولايات المتحدة الكبرى 2001 الفائز ميكا هاكينن.

## ظهور
- 1 يناير – ايفرلايف
- 1 يناير – ذا كيلرز
- 1 يناير – ذا لونلي أيلاند
- 1 يناير – ذا مارس فولتا
- 1 يناير – شاين داون
- 1 يناير – ماي كيميكال رومانس
- 15 يناير – ويكيبيديا موسوعة حرة على الإنترنت يستطيعُ الجميعُ تحريرَها.[1]
- 1 يناير – ذا مارس فولتا

## أفلام
من الأفلام التي صدرت هذه السنة في الولايات المتحدة:
- 1 يناير – أسطورة باغر فانس من إخراج روبرت ريدفورد.
- 1 يناير – أطفال جواسيس من إخراج روبرت رودريغيز.
- 1 يناير – أغنية السجن من إخراج دارنيل مارتن.
- 1 يناير – أمة البروزاك من إخراج Erik Skjoldbjærg [الإنجليزية]‏.
- 1 يناير – أوريجينال سين من إخراج مايكل كريستوفر.
- 1 يناير – أيريس من إخراج ريتشارد اير.
- 1 يناير – اقبض على كارتر من إخراج ستيفن كاي.
- 1 يناير – الآخرون من إخراج أليخاندرو آمينابار.
- 1 يناير – التطور من إخراج ايفان ريتمان.
- 1 يناير – الحياة كمنزل من إخراج إروين وينكلر.
- 1 يناير – الطاحونة الحمراء من إخراج باز لورمان.
- 1 يناير – الطبيعة البشرية من إخراج ميشيل جوندري.
- 1 يناير – العثور على فوريستر من إخراج جوس فان سانت.
- 1 يناير – الفارس الأسود من إخراج Gil Junger [الإنجليزية]‏.
- 1 يناير – القلعة الأخيرة من إخراج رود لوري.
- 1 يناير – الملكي من إخراج فرانك دارابونت.
- 1 يناير – الهدف من إخراج فرانك أوز.
- 1 يناير – إسداء الخدمات من إخراج Mimi Leder [الإنجليزية]‏.
- 1 يناير – إل.اي.إي من إخراج مايكل كويستا.
- 1 يناير – تومكاتس من إخراج Gregory Poirier [الإنجليزية]‏.
- 1 يناير – جو القذر من إخراج ديني غوردون.
- 1 يناير – جيبرز كريبرز من إخراج فيكتور سالفا.
- 1 يناير – جيسون إكس من إخراج جيمس إسحاق.
- 1 يناير – خلف خطوط العدو من إخراج جون مور (كاتب).
- 1 يناير – ديجيمون من إخراج مامورو هوسودا، Shigeyasu Yamauchi  [لغات أخرى]‏.
- 1 يناير – رجال الشرف من إخراج Lam Tsz-sin [الإنجليزية]‏.
- 1 يناير – رجال الغاية من إخراج جون جلان (مخرج أفلام).
- 1 يناير – سباق الفئران من إخراج جيري زاكر.
- 1 يناير – سماء الفانيلا من إخراج كاميرون كرو.
- 1 يناير – سوبر تروبرس من إخراج جاي شاندراسيخار.
- 1 يناير – شاي أمريكي
- 1 يناير – شبح مصاص الدماء من إخراج E. Elias Merhige [الإنجليزية]‏.
- 1 يناير – شوكولا من إخراج لاسي هالستروم.
- 1 يناير – عيد الميلاد كارول: الفيلم من إخراج جيمي موراكامي.
- 1 يناير – عيد ميلاد فتاة من إخراج Jez Butterworth [الإنجليزية]‏.
- 1 يناير – عيون الملاك من إخراج إيلي سماحة، Luis Mandoki [الإنجليزية]‏، مارك كانتون.
- 1 يناير – في غرفة النوم من إخراج تود فيلدمان.
- 1 يناير – قبلة التنين من إخراج Chris Nahon [الإنجليزية]‏.
- 1 يناير – لمعان من إخراج فوندي كورتيس هول.
- 1 يناير – ما تريده النساء من إخراج نانسي مايرز.
- 1 يناير – مجرمون أمريكيون من إخراج Les Mayfield [الإنجليزية]‏.
- 1 يناير – مسحور من إخراج هارولد راميس.
- 1 يناير – من الجحيم من إخراج ألبرت هيوز [الإنجليزية]‏، ألين هيوز [الإنجليزية]‏.
- 1 يناير – منتزه جوسفورد من إخراج روبرت ألتمان.
- 1 يناير – مندولين الكابتن كوريلي من إخراج جون مادن.
- 1 يناير – نظام تشغيل ثوري من إخراج J.T.S. Moore ‏.
- 1 يناير – نوفمبر الحلو من إخراج تربيتة أوكونور [الإنجليزية]‏.
- 1 يناير – وعود من إخراج جوستين شابيرو، Carlos Bolado [الإنجليزية]‏.
- 1 يناير – يوم التدريب من إخراج أنطوان فوكوا.
- 9 يناير – احفظ الرقصة الأخيرة من إخراج توماس كارتر.
- 9 يناير – التمويه من إخراج جيمس كيتش.[2]
- 19 يناير – دوني داركو من إخراج ريتشارد كيلي (كاتب).[3]
- 28 يناير – عن آدم من إخراج جيرارد ستمبريدج.
- 9 فبراير – هانيبال من إخراج ريدلي سكوت.
- 10 فبراير – إجاصة دون من إخراج آر. دي. روب.
- 2 مارس – المكسيكي من إخراج غور فيربينسكي.
- 15 مارس – العدو على الأبواب من إخراج جان جاك أنو.[4]
- 23 مارس – امرأة جميلة من إخراج غاري مارشال.
- 4 أبريل – مذكرات بريدجيت جونز من إخراج شارون ماغيري.
- 29 أبريل – عودة المومياء من إخراج ستيفن سومرز.
- 6 مايو – طريق مولهولاند من إخراج ديفيد لينش.[5]
- 16 مايو – النمر الرابض والتنين الخفي من إخراج أنغ لي.
- 25 مايو – بيرل هاربر من إخراج مايكل بي.[6]
- 4 يونيو – سمكة السيف من إخراج دومينيك سينا.
- 11 يونيو – لارا كروفت: تومب رايدر من إخراج سيمون ويست.
- 16 يونيو – عالم أشباح من إخراج تيري زويجوف.
- 22 يونيو – السرعة والغضب من إخراج روب كوهين.
- 29 يونيو – الذكاء الاصطناعي من إخراج ستيفن سبيلبرغ.
- 2 يوليو – فاينل فانتسي: ذا سبيريتس ويذين من إخراج هيرونوبو ساكاغوتشي.
- 4 يوليو – قطط وكلاب من إخراج لورانس غوترمان [الإنجليزية]‏.[7]
- 18 يوليو – حديقة جوراسية 3 من إخراج جو جونستون.
- 26 يوليو – ساعة الذروة 2 من إخراج بريت راتنر.
- 27 يوليو – كوكب القردة من إخراج تيم برتون.[8]
- 10 أغسطس – الفطيرة الأمريكية 2 من إخراج J. B. Rogers [الإنجليزية]‏.[9]
- 31 أغسطس – جميلة ومذهلة من إخراج نيكول هولوفسنر.
- 5 سبتمبر – تذكار من إخراج كريستوفر نولان.
- 8 سبتمبر – بالكاد مشهور من إخراج كاميرون كرو.
- 28 سبتمبر – زولاندر من إخراج بن ستيلر.[10]
- 29 سبتمبر – تذكر الجبابرة من إخراج بوعز ياكين [الإنجليزية]‏.
- 1 نوفمبر – هال السطحي من إخراج بوبي فارلي، بيتر فاريلي.
- 1 يناير – نوفمبر الحلو من إخراج تربيتة أوكونور [الإنجليزية]‏.
- 4 نوفمبر – هاري بوتر وحجر الفلاسفة من إخراج كريس كولومبوس.
- 11 نوفمبر – كرة الوحش من إخراج مارك فورستر.
- 20 نوفمبر – عطلة في الشمس من إخراج Steve Purcell (director) [الإنجليزية]‏، Steve Purcell [الإنجليزية]‏.
- 3 ديسمبر – أنا سام من إخراج جيسي نيلسون (كاتبة).
- 5 ديسمبر – أوشن 11 من إخراج ستيفن سودربرغ.
- 7 ديسمبر – منبوذ من إخراج روبرت زيميكس.
- 11 ديسمبر – علي من إخراج مايكل مان.
- 13 ديسمبر – عقل جميل من إخراج رون هاوارد.
- 14 ديسمبر – ملكة الدماثة من إخراج دونالد بيتري (ممثل).
- 18 ديسمبر – سقوط الصقر الأسود من إخراج ريدلي سكوت.
- 19 ديسمبر – سيد الخواتم: رفقة الخاتم من إخراج بيتر جاكسون.[11]

## برامج ومسلسلات وأنمي
- بسبسبوبي
- فيوتشوراما
- كينغ أوف ذا هيل
- دار الفار

## موسيقى

### ألبومات
من الألبومات التي صدرت هذه السنة في الولايات المتحدة:
- 30 أكتوبر – إنفنسبل من غناء مايكل جاكسون.

## كتب
من الكتب التي صدرت هذه السنة في الولايات المتحدة:
- 1 يناير – حقيقة الخديعة من تأليف دان براون.
- 1 يناير – كشف البيبل من تأليف Neil Asher Silberman [الإنجليزية]‏.
- 1 يناير – للمرح فقط من تأليف ديفيد دايموند، لينوس تورفالدس.
- 15 أغسطس – أثقل من الجنة من تأليف تشارلز ر. كروس.

## مواليد

### يناير
- 1 يناير – أليسا كارسون
- 1 يناير – بليك كوبر ممثل أمريكي.
- 21 يناير – جاكسون بروندج

### فبراير
- 2 فبراير – كونور جيبس ممثل أمريكي.
- 19 فبراير – ديفيد مازوز

### يوليو
- 10 يوليو – إيزابيلا مونير ممثلة أمريكية ومغنية..

### أغسطس
- 6 أغسطس – تاي سيمبكينز ممثل أمريكي.

### سبتمبر
- 15 سبتمبر – إيما فورمان ممثلة أمريكية.

### أكتوبر
- 13 أكتوبر – كيلب ماكلوغلين ممثل من الولايات المتحدة الأمريكية.[12]
- 14 أكتوبر – روان بلانشرد ممثلة أمريكية.[13]

### ديسمبر
- 19 ديسمبر – بيلي إيليش مغنية من الولايات المتحدة الأمريكية.

## وفيات

### يناير
- 1 يناير – ساندرا ويلنر (مواليد 1958) جراحة من الولايات المتحدة الأمريكية.
- 1 يناير – هيلين أوكتافيا ديكنز (مواليد 1909) طبيبة أمريكية.
- 2 يناير – وليام روجرز (مواليد 1913) سياسي أمريكي.[14]
- 7 يناير – جوزيف لويس ملنيك (مواليد 1914)[15]
- 7 يناير – كين دوريت (مواليد 1948) لاعب كرة سلة أمريكي.[16]
- 10 يناير – جون جي شميتز (مواليد 1930) سياسي أمريكي.[17]
- 12 يناير – ويليم ريدنغتون هيوليت (مواليد 1913)[18]
- 16 يناير – ليونارد وودكوك (مواليد 1911) دبلوماسي أمريكي.[19]
- 17 يناير – غارلاند أوشيلدز (مواليد 1921) لاعب كرة سلة أمريكي.
- 28 يناير – إيرل بن جليم (مواليد 1931)
- 29 يناير – جيم توماس ليا الثالث (مواليد 1907)[20]

### فبراير
- 6 فبراير – جون وينكلر (مواليد 1916) فيزيائي من الولايات المتحدة الأمريكية.[21]
- 7 فبراير – دال إيفانز (مواليد 1912)[22]
- 7 فبراير – كينج مودي (مواليد 1929) ممثل أمريكي.
- 9 فبراير – هيربرت سيمون (مواليد 1916) سياسي أمريكي.[23]
- 10 فبراير – لويس أركيت (مواليد 1935)[24]
- 18 فبراير – دايل إيرنهارت (مواليد 1951)[25]
- 19 فبراير – ستانلي كرامر (مواليد 1913)[26]
- 19 فبراير – قاي رودجرز (مواليد 1935) لاعب كرة سلة أمريكي.[27]
- 20 فبراير – هاري بويكوف (مواليد 1922) لاعب كرة سلة أمريكي.
- 24 فبراير – كلود شانون (مواليد 1916)[28]
- 26 فبراير – ديوك نالون (مواليد 1913)

### مارس
- 13 مارس – والتر دوكز (مواليد 1930) لاعب كرة سلة أمريكي.
- 22 مارس – ويليام هانا (مواليد 1910)[29]
- 27 مارس – أنتوني دكستر (مواليد 1913) ممثل أمريكي.[30]
- 29 مارس – إدوارد أندرسون (مواليد 1931) عالم نبات أمريكي.
- 31 مارس – كليفورد شال (مواليد 1915) فيزيائي أمريكي.[31]

### أبريل
- 5 أبريل – جاي ميلر (مواليد 1943) لاعب كرة سلة أمريكي.
- 7 أبريل – دافيد غراف (مواليد 1950)[32]
- 23 أبريل – دافيد إم ووكر (مواليد 1944) رائد فضاء أمريكي.[33]
- 29 أبريل – آندي فيليب (مواليد 1922)

### مايو
- 1 مايو – جودي هوسينتروت (مواليد 1968) صحفية أمريكية.[34]
- 1 مايو – هابي هيرستون (مواليد 1942)[35]
- 7 مايو – آل تاكر (مواليد 1943) لاعب كرة سلة أمريكي.[36]
- 7 مايو – جوزيف غرينبيرغ (مواليد 1915)[37]
- 12 مايو – ميل بايتون (مواليد 1926) لاعب كرة سلة أمريكي.
- 13 مايو – جايسون ميلر (مواليد 1939)[38]
- 24 مايو – باتريشيا روبرتسون (مواليد 1963)[39]
- 27 مايو – رامون بيري (مواليد 1929) ممثل أمريكي.[40]

### يونيو
- 2 يونيو – جوي مكسيم (مواليد 1922) ملاكم من الولايات المتحدة الأمريكية.[41]
- 11 يونيو – تيموثي مك فاي (مواليد 1968)[42]
- 11 يونيو – لنكولن كونستانس (مواليد 1909) عالم نبات من الولايات المتحدة الأمريكية.
- 12 يونيو – جوزيف ر. توينام (مواليد 1934) دبلوماسي من الولايات المتحدة.
- 12 يونيو – جيم سيمينوف (مواليد 1922) لاعب كرة سلة أمريكي.
- 15 يونيو – جاي موريارتي (مواليد 1978) متركمج من الولايات المتحدة الأمريكية.
- 17 يونيو – دونالد كرام (مواليد 1919) كيميائي أمريكي.[43]
- 21 يونيو – جون لي هوكر (مواليد 1917)[44]
- 26 يونيو – جورج سنسكي (مواليد 1922)[45]
- 26 يونيو – وليام براينت (مواليد 1924) ممثل أمريكي.
- 27 يونيو – جاك ليمون (مواليد 1925) ممثل أمريكي.[46]
- 28 يونيو – مورتيمر أدلر (مواليد 1902)[47]
- 30 يونيو – تشيت أتكينز (مواليد 1924)[48]

### يوليو
- 17 يوليو – كاثرين غراهام (مواليد 1917) ناشرة أمريكية.[49]
- 23 يوليو – يودورا ويلتي (مواليد 1909) مؤلفة أمريكية.[50]
- 28 يوليو – جوان فيني (مواليد 1925) سياسية أمريكية.[51]

### أغسطس
- 1 أغسطس – دوايت إدليمان (مواليد 1922) لاعب كرة سلة أمريكي.
- 7 أغسطس – لاري أدلر (مواليد 1914)[52]
- 8 أغسطس – مورين ريغان (مواليد 1941) ممثلة أمريكية.[53]
- 11 أغسطس – تشارلز ماير (مواليد 1911)
- 16 أغسطس – ديف باري (مواليد 1918)[54]
- 18 أغسطس – فيليب كروسبي (مواليد 1926)
- 23 أغسطس – كاثلين فريمان (مواليد 1919) ممثلة أمريكية.[55]
- 25 أغسطس – آليا (مواليد 1979)[56]
- 25 أغسطس – جون لويس نيلسون (مواليد 1916)
- 30 أغسطس – جولي بيشوب (مواليد 1914)[57]

### سبتمبر
- 1 سبتمبر – جيمس واتسون لوبيز (مواليد 1922) سياسي أمريكي.[58]
- 2 سبتمبر – تروي دوناهو (مواليد 1936) ممثل أمريكي.[59]
- 9 سبتمبر – تومي هوليس (مواليد 1954) ممثل أمريكي.[60]
- 25 سبتمبر – روبرت فلويد (مواليد 1936)[61]
- 29 سبتمبر – غلوريا فوستر (مواليد 1933) ممثلة أمريكية.[62]

### أكتوبر
- 1 أكتوبر – لي كورنباخ (مواليد 1916) نفساني من الولايات المتحدة الأمريكية.[63]
- 7 أكتوبر – هيربرت لورانس بلوك (مواليد 1909)[64]
- 9 أكتوبر – هربرت روس (مواليد 1927) مخرج أفلام أمريكي.[65]
- 14 أكتوبر – ديفيد لويس (مواليد 1941) فيلسوف أمريكي.[66]

### نوفمبر
- 5 نوفمبر – ميلتون وليام كوبر (مواليد 1943)
- 10 نوفمبر – كين كيسي (مواليد 1935)[67]
- 17 نوفمبر – هاريسون وليامز (مواليد 1919) سياسي أمريكي.[68]
- 20 نوفمبر – جيمس برود (مواليد 1958) ملاكم من الولايات المتحدة الأمريكية.
- 21 نوفمبر – رالف بورنس (مواليد 1922) موسيقي أمريكي.[69]
- 24 نوفمبر – ميلاني ثورنتون (مواليد 1967) مغنية من الولايات المتحدة الأمريكية.[70]

### ديسمبر
- 2 ديسمبر – جاك كولينس (مواليد 1912)
- 3 ديسمبر – إرنست ساكس جونيور (مواليد 1916)
- 7 ديسمبر – بيتر إلياس (مواليد 1923) عالِم حاسوب من الولايات المتحدة الأمريكية.[71]
- 13 ديسمبر – تشاك شولدينر (مواليد 1967)[72]
- 13 ديسمبر – لاري كوستيلو (مواليد 1931)
- 15 ديسمبر – روفس توماس (مواليد 1917)[73]
- 16 ديسمبر – روي بروكسميث (مواليد 1945) ممثل أمريكي.[74]